# فینچ (فیلم)
فینچ (انگلیسی: Finch) یک فیلم آمریکایی در ژانر فیلم درام و علمی تخیلی به کارگردانی میگل سپاچنیک است که در سال ۲۰۲۱ منتشر شد. در این فیلم تام هنکس و کلب لندری جونز ایفای نقش می‌کنند.
ساخت این فیلم در اکتبر ۲۰۱۷ تحت عنوان بایوس اعلام شد. فیلمبرداری فیلم از فوریه تا مه ۲۰۱۹ در سراسر نیومکزیکو انجام شد. این فیلم قرار بود در ۲ اکتبر ۲۰۲۰ توسط یونیورسال پیکچرز در سینماهای ایالات متحده اکران شود، اما به دلیل همه‌گیری کووید-۱۹ چندین بار به تعویق افتاد. این فیلم با عنوان فینچ به اپل تی‌وی پلاس فروخته شد و در ۵ نوامبر ۲۰۲۱ منتشر شد.

## داستان
ده سال از برخورد شراره‌ای خورشیدی به زمین می‌گذرد اکنون دمای زمین تا ۷۰ درجهٔ سانتیگراد (۱۵۰ درجهٔ فارنهایت) افزایش پیدا کرده و زمین توسط اشعهٔ فرابنفش به سیاره‌ای بدون استفاده، غیرقابل سکونت و سوخته تبدیل شده و در معرض رویدادهای شدید آب و هوایی قرار گرفته. یکی از معدود بازماندگان مهندس رباتیک فینچ واینبرگ است که همراه با سگ خود گودیر و یک ربات کمکی در آزمایشگای زیرزمینی سنت لوئیس که زمانی متعلق به شرکتی بود که قبلاً در آن کار می‌کرده، به تنهایی زندگی می‌کند. فینچ فقط برای جستجوی لوازم و غذا با لباس محافظ و مقاوم در برابر گرما و اشعهٔ ماوراء بنفش بیرون می‌رود.

## بازیگران
- تام هنکس
- کلب لندری جونز
- سمیرا وایلی
- لورا هری‌یر
- اسکیت اولریش